# 20-as busz (Szeged)
A szegedi 20-as jelzésű autóbusz Petőfitelep, Fő tér és a Vadkerti tér, buszforduló között a belvároson keresztül közlekedik. A vonalat a Volánbusz Zrt. üzemelteti.

## Története
1971. november 7-étől 20-as jelzéssel autóbuszjárat közlekedett a Petőfitelep, Fő tér – Csap utca – Gábor Áron utca – Lugas utca – Retek utca – József Attila sugárút – Tisza Lajos körút (akkori Lenin körút) – Dugonics tér – Toldy utca – Központi Egyetem útvonalon. Visszafelé a Somogyi utcát is érintette. 1974. július 1-jétől belvárosi átépítések miatt a 20-as (és a többi kiskörúti járat is) a Feketesas utcán közlekedett, valamint megszűnt a Toldy utcai végállomás. Az új végállomás a Honvéd tér lett. Két megálló áthelyezésre is került. 1979. november 4-étől a Bertalan híd (akkor Felsővárosi híd) átadásakor 20G jelzéssel azonos útvonalon gyorsjárat is közlekedett, iskolai napokon, a reggeli csúcsidőben és csak a belváros felé. Csak a Csillag téren, a Szamos utcánál, a József Attila sugárútnál, a Kálvin téren és a Centrum Áruháznál állt meg. Az 1990-es évek elején megszüntették a 20G járatot.
2004. július 3-ától a megszűnő 22-es járat kiváltására 20Y jelzéssel új járatot indítottak a Petőfitelep, Fő tér – Felső Tisza-part – Kereszttöltés utca – Retek utca – József Attila sugárút – Tisza Lajos körút – Honvéd tér útvonalon. 2004 nyarán a Tisza Lajos körút átépítése alatt csak a Kálvin térig járt a 20-as és a 20Y. a 20Y járat 2004. december 6-ától megszűnt, a felsővárosi és petőfitelepi nyomvonalát az új 90F járat fedi le a Csillag tér után.
2008. július 15. és október 16. között az Anna-kúti kereszteződés átépítése alatt a Tisza Lajos körút – Dózsa utca – Vörösmarty utca – Széchenyi tér – Kiss Ernő utca – Tisza Lajos körút útvonalon közlekedett.
A 2-es villamos beindításakor, 2012. március 3-ától a 83-as busz megszűnt. Ennek részbeni kiváltására a 20-as járatot meghosszabbították a Vadkerti térig. Ezzel együtt a korábbi viszonylat 20A jelzéssel közlekedett a Petőfitelep, Fő tér és a Honvéd tér között, csak munkanapokon csúcsidőben 2016. június 15-ig – ekkor jelzése 24-esre módosult és a Holt-Tiszáig hosszabbodott.

## Útvonala
| Alsóváros, Vadkerti tér felé | Petőfitelep, Fő tér felé |
| --- | --- |
| Petőfitelep, Fő tér vá. – Csap utca – Gábor Áron utca – Csillag tér – Retek utca – József Attila sugárút – Tisza Lajos körút – Szentháromság utca – Szent Ferenc utca – Személy pályaudvar (Indóház tér) – Bem utca – Hattyas utca – Csonka utca – Szabadság tér – Szécsi utca – Alsóváros, Vadkerti tér vá. | Alsóváros, Vadkerti tér vá. – Szécsi utca – Szabadság tér – Csonka utca – Hattyas utca – Bem utca – Személy pályaudvar (Indóház tér) – Szent Ferenc utca – Szentháromság utca – Tisza Lajos körút – József Attila sugárút – Retek utca – Csillag tér – Gábor Áron utca – Csap utca – Petőfitelep, Fő tér vá. |

## Megállóhelyei
| 0  | Petőfitelep, Fő tér végállomás                      | 28 | 24, 73Y, 90F                                                                            |
| 1  | Gábor Áron utca                                     | 27 | 21, 24                                                                                  |
| 3  | Csillag tér (Lugas utca)                            | 25 | 9, 10, 19 21, 24, 77, 77A, 84, 90, 90F, 90H                                             |
| 5  | Szamos utca                                         | 24 | 21, 24                                                                                  |
| 6  | József Attila sugárút (Retek utca)                  | 23 | 3, 3F, 4 21, 24, 77Y Helyközi buszok                                                    |
| 8  | Lengyel utca (↓) Dankó Pista utca (↑)               | 21 | 3, 3F, 4 10 24, 73, 73Y, 77, 77A, 77Y Helyközi buszok                                   |
| 9  | Glattfelder Gyula tér                               | 19 | 3, 3F, 4 9, 19 24                                                                       |
| 10 | Anna-kút (Tisza Lajos körút)                        | 17 | 1, 2, 3, 3F, 4 8, 10 24                                                                 |
| 12 | Centrum Áruház                                      | 15 | 3, 3F, 4 5, 7, 7A, 8, 9, 10, 19 24, 60, 60Y, 67, 67Y, 70, 71, 71A, 72, 72A, 74, 76, 76Y |
| 14 | Dugonics tér (Tisza Lajos körút)                    | 14 | 3, 3F, 4 8, 10 24, 32, 36, 74, 76, 76Y                                                  |
| 16 | Honvéd tér (Tisza Lajos körút) (↓) Dugonics tér (↑) | 12 | 8, 10 24, 32, 36, 74                                                                    |
| 17 | Ságvári Gimnázium – SZTK                            | 11 | 1, 2 8, 10 24, 74 Helyközi buszok                                                       |
| 19 | Bécsi körút                                         | 9  | 21, 24, 74, 77                                                                          |
| 20 | Szent Ferenc utca                                   | 8  | 21, 24, 74, 77, 90                                                                      |
| 22 | Személy pályaudvar                                  | 6  | 1, 2 21, 77, 90 Helyközi buszok személyvonat, IC, gyorsvonat, expresszvonat             |
| 24 | Szabadsajtó utca                                    | 5  |                                                                                         |
| 25 | Csonka utca                                         | 4  |                                                                                         |
| 26 | Szabadság tér                                       | 3  |                                                                                         |
| 27 | Vadkerti tér                                        | 1  | 24, 74                                                                                  |
| 28 | Vadkerti tér, buszforduló végállomás                | 0  |                                                                                         |